# Ignác Tepszics
Ignác Tepszics (Budapest, 17 marzo 1958) è un allenatore di calcio ed ex calciatore ungherese, di ruolo difensore.

## Carriera

### Giocatore

#### Club
Tepszics vestì le maglie di Ferencváros, Tatabánya e Dunai Kőolaj. Dal 1992 al 1996 fu in forza al Vågakameratene.

#### Nazionale
Conta una presenza per l'Ungheria.

### Allenatore
Dal 1992 al 1994, fu allenatore-giocatore del Vågakameratene Idrettslag. Nel 1999 tornò soltanto nella veste di allenatore e vi rimase fino all'anno seguente. Nel 2009, Tepszics divenne allenatore del Lofoten. Ricoprì l'incarico fino al 2010. Tornò al Lofoten nel 2012.